# Hültl Dezső
Hültl Dezső, teljes nevén: Hültl Dezső József Fidél (Felsőbánya, 1870. április 6. – Budapest, 1945. július 11.) magyar építész, műegyetemi tanár, Hültl Hümér sebészprofesszor öccse.

## Életpályája
Apja Hültl József bányahivatalnok volt, aki az 1880-as években a Hunyad megyei Nagyágon dolgozott, majd a Felvidéki Bányakerület igazgatója lett Selmecbányán, édesanyja Scheuchenstuel Anna. Hültl Dezső ezért gimnáziumi tanulmányait magántanulóként kezdte a gyulafehérvári katolikus gimnáziumban. A 2. osztálytól a budapesti piarista gimnáziumban tanult, ahol 1888-ban jelesen érettségizett, majd 1892-ben a József Műegyetemen szerzett építészmérnöki oklevelet. Professzora, Hauszmann Alajos így írt róla: „nagy szorgalma és tehetsége, valamint szimpatikus egyénisége … felkeltette a figyelmemet. Negyedéves építészi hallgató idejében egy központi templomot tervezett, mely munkája az akkori évfolyamban egyike volt a legjobbaknak.”
Építészi pályáját ezért (a budapesti 4. hadtest tüzérezredénél letöltött egyéves katonai szolgálat és a tiszti vizsga letétele után) Hauszmann mellett kezdte 1893 októberében a budai vár építkezésének művezetőségén. Kapcsolatuk hamarosan még szorosabbá vált, mert 1899. március 21-én a budai Mátyás templomban Hültl feleségül vette főnöke lányát, Hauszmann Gizellát. Apósa megbízásából ő készítette a Magyar Vöröskereszt Dísz téri palotájának részletterveit, és ő vezette az építkezést is. A Várépítő Bizottság megbízásából lett az 1900. évi párizsi világkiállítás magyar részlegének egyik rendezője, ahol a XII-XV. egyesített főcsoportok előadója volt. 1902-ig dolgozott a várépítő művezetőségen.
1895-ben tanulmányutat tett Olaszországban, ahol az antik és reneszánsz emlékeket tanulmányozta. „Itten lelkét a hatalmas impressziók annyira lebilincselték, hogy ettől fogva egészen a háború kitöréséig minden évben Itáliába lezarándokolt. Főleg Róma vonzotta őt, és itt a pápai műértő gond és hatalom szülte vatikáni művészet állott a látottak focusában”. Részben utazásainak eredménye Giovanni Lorenzo Berniniről 1906-ban írott értekezése, amellyel építészként Magyarországon elsőként nyert doktori címet.
1898-ban Hauszmann mellett a Műegyetem tanársegédje, majd adjunktusa lett a Száraz- mű- és vízépítéstani tanszéken. 1910-ben egyetemi magántanári képesítést szerzett „lakóházak tervezése” tárgykörben. Hauszmann nyugdíjba vonulásakor, 1911-ben a száraz-, mű- és díszépítéstan, valamint az újkori építészettörténet helyettes tanárává nevezték ki. 1912 szeptemberétől már Hauszmann helyett ő tartotta az előadásokat, majd 1913. július 28-án rendes egyetemi tanári kinevezést kapott, és katedráján egészen 1940-ig tanított. „Közel három évtizeden át hirdette meggyőződéstől átfűtött, fascinálóan színes előadásokkal az architektúra örök igazságait, és előadásai mindig igaz élményt jelentettek hallgatói számára. (…) Hallgatóihoz való viszonyát a meleg közvetlenség jellemezte, de briliáns rajzokkal kísért magas szintű előadásaival megkülönböztetett tekintélyt és tiszteletet tudott önmaga és az egyetem iránt biztosítani” – írta róla Rados Jenő. 1917–1919 között Hültl Dezső a Mérnöki és Építészi Osztály dékánja, 1930–1932 között pedig az egyetem rektora is volt. A Műegyetem képviselőjeként 1931 és 1939 között tagja volt az országgyűlés felsőházának.
Széles körű közéleti tevékenységet fejtett ki a Magyar Mérnök- és Építész-Egyletben, a Magyar Építőművészek Szövetségében, a Magyar Képzőművészeti Társulatban, az Iparművészeti Társulatban stb. A brit építészek szövetségének (RIBA) tiszteleti tagjává választották. „Tevékenysége és közéleti szereplése következtében az 1920-as években a magyar építésztársadalom egyik legtekintélyesebb és legbefolyásosabb tagjává lett, akinek véleménye a különböző egyesületek, tanácsok, tervpályázati bíráló bizottságok útján mértékadóan járulhatott hozzá ebben az évtizedben a hazai építészet arculatának kialakulásához.”
Halálát szívbénulás okozta.

## Építészi munkássága

### Stílusa
Mindvégig a neoreneszánsz és a neobarokk stílus szellemében tervezett épületeket. Az eklektikus építészetből azonban – sok kortársával ellentétben – nem a dekor átvételét tartotta lényegesnek, hanem a városképi elegancia biztosítását. Kitartott a pesti Belváros eklektikus hangulata mellett. A budapesti piarista székház (1913–1916) például méretében, homlokzatritmusával, üzleteivel szerencsésen illeszkedik a belváros házsorához. Ügyesen vezette át a közúti átjáró felett a nagyszabású épülettömböt, megtartva a Váci utca egységes, zárt képét. Stílusszemléletére jellemző a székház neobarokk kápolnája. Ugyanezt a szemléletet érvényesítette például későbbi, a Rákóczi út és a Károly körút sarkán épült bérház (1936-1940) kompozíciójával és néhány részletével, noha ennek falfelülete sima burkolatú. Hasonlóan értékelhető a Vérmező és a Krisztina körút sarkán az 1937-ben épített bérháza is.
Hültl Dezső életműve mégis különbözik mindazokétól, akik ezekben az években vele együtt a neobarokk eklektikát művelték. Épületei – barokkos hangvételük mellett – kompozíciójukban egyéniek, s a történeti formák kötöttsége ellenére az újítás szelleme valamilyen módon – például a nagyméretü, jó bevilágítást eredményezö ablakokkal – érvényesül rajtuk. Szorosabban a feladathoz igazítította például a Mester utcai felsőkereskedelmi iskola épületét (1912) a nagy ablakokkal és a szerény méretekre korlátozódó díszítéssel. Főleg ipari jellegű alkotásainál, élve a feladatból adódó fokozott lehetőségekkel, törekedett a tisztultabb – kis túlzással a funkcionális – építészet felé.
Hültl Dezső életművének progresszív vonásai három jellemző alkotásának összevetése alapján olvashatók le. Ezek az Első Magyar Részvény Sörfőzde fejtőháza, a Fővárosi Autóbuszgarázs (1930) és a MABI kórház (Péterffy Sándor utcai Kórház és Rendelőintézeti Központ, 1934). A sörgyári épületén csak a felépítményes, két sarokrizalittal kifejezett szimmetrikus kompozíció és az áttört párkánymellvéd utalnak történeti stílusra. Egyébként az épületet a nagy íves csarnokablakok, a rakodótért védő, acélszerkezetű konzolokon nyugvó, üvegezett előtető és az acélvázas hordószállító berendezések jellemzik. A történeti reminiszcenciák ellenére is a 20. század alkotása. A később, 1929-1930-ban épült fővárosi autóbuszgarázst alaprajzban, szerkezetben és megjelenésben egyaránt a 130 autóbusz befogadására méretezett, 72 méter fesztávolságú és 100 méter hosszú csarnok határozza meg. (Ennek mérnöki munkáit Mihailich Győző tervezte.) Az enyhe hajlású, nyereg alakú, üvegezett bevilágítókkal ellátott tetőt 20 méterenként elhelyezett acél rácsostartók hordják, a közbenső mezők fióktartókon nyugvó kovaföldbeton-lemezből épültek. A csarnok homlokfala tagolt. Ehhez igazodik a csatlakozó előépítmény, melynek kompozícióját a víztorony teszi változatossá. Az épület ablakosztása, enyhén tagolt vakolatarchitektúrája mintegy átmenetet képez a négy évvel későbbi kórházépület immár teljesen tisztult architektúrájához. A volt MABI kórháznál (1934) a pavilonos rendszert korszerűbb felváltotta az egy tömbbe foglalás. Épülethomlokzata – viszonylag keskeny, de sűrűn elhelyezett és jól tagolt ablakokkal – már az új építészethez sorolható. Különösen figyelemreméltó a nagyméretű, jó arányú, szinte díszítetlen előcsarnok, s a belsőépítészeti értékét adó galéria előtti, kőburkolatú pillérsor fény-árnyék játéka.
Ezeket az alkotásokat vizsgálva felvetődik a kérdés: Hültl Dezsőnek vajon meggyőződésévé vált-e az új keresése, vagy csak hajlott feléje, s csupán az építtető kívánságának tett eleget, amikor épületét tisztult architektúrával építette fel? A harmincas években készült néhány további mű arról tanúskodik, hogy Hültl mindvégig rokonszenvezett a hagyományos épületkompozíciókkal, még ha be is bizonyította, hogy az „új divat” alkalmazásához is adottak a képességei.

### Fontosabb épületei
- Berg Adolf bérháza (Budapest, II., Fő utca 49., 1898–1899)[10]
- Vöröskereszt Egylet palotája (Budapest, Dísz tér 1., 1901-1903, Hauszmann Alajossal, 1919 után Külügyminisztérium, 1945-ben elpusztult, 2021–2023 között újjáépült)[11]
- Hauszmann-féle építő társaság tanácsháza és bérháza (Budafoki út 3., 1903-1904, Hauszmann Alajossal, 1965/1966-ban két emeletet építettek rá)
- Vagyontalan Állami Hivatalnokok Özvegyei és Árvái Felsegélyezésére Szánt Alap bérháza (Budapest, V., Belgrád rakpart 27., 1902–1903)
- Forgó Miklós bérháza (Budapest, VII., Dohány utca 16–18., 1904)[12]
- Pajor Szanatórium és Vízgyógyintézet (Budapest, VIII., Vas utca 17., Szentkirályi utca 12-14., 1906–1908, 1912–1913, ma Semmelweis Egyetem Egészségügytudományi Kar épülete)
- Andrássy Dénes képtára (Krasznahorkaváralja, 1908–1909)
- Hültl Dezső villája (Budapest, XI. kerület, Rezeda utca 5., 1910–1911)
- Kunz Jenő kastélya (Pusztaújpörös, Nyitra vármegye)
- Első Magyar Részvény Serfőződe épületei (Budapest, X.,, Dreher Antal út 3., 1908–1913, ma Dreher Sörgyárak Zrt. 2. telepe)
- Gróf Semsey László bérházai (Budapest, XII., Városmajor utca 28, 1909–1910)
- Pintér Gyula bérháza (Budapest, V., Kálvin tér 1. (1909–1912, 1945-ben elpusztult)
- Nagy Imre bérháza és virágkereskedése (Budapest, V., Váci utca 85., 1911–1912)
- Kultúrpalota (Komárom, Nádor utca, 1911–1913, ma Duna Menti Múzeum)
- Gazdák Biztosító Szövetkezetének épülete (Budapest, IX., Kálvin tér 1., 1912–1913, ma az Alfa Biztosító székháza)
- Vértesy Sándor államtitkár villája (Budapest, XII., Csaba utca 20., 1923–1925, ma követségi rezidencia)[13]
- Budapest Székesfőváros Simor utcai bérháza (Budapest, VIII., Vajda Péter utca 43., 1925–1926)
- Marosvásárhelyi szanatórium (Marosvásárhely, Köteles Sámuel utca 29., Friedrich Loránddal, 1926–1928)
- Csepeli MAHART Gabonatárház (Budapest, XXI., Weiss Manfréd út 5. (Mihailich Győzővel, 1926-1928)[14]
- Schafarzik Ferenc műegyetemi tanár villája (Budapest., XI., Minerva utca 11/b, 1927–1928)
- Kossuth Lajos tér déli oldalának egységes homlokzati terve (Kossuth tér, 6-10., 1927–1928) – Az egységes homlokzatú három épület közül a 10. számú (a Nádor utca sarkán) Révész Sámuel és Kollár Lajos tervei szerint (1929), a 9. számú (a Rimamurány-Salgótarjáni Vasművek Rt. bérpalotája) Hübner Tibor és Gyenes Lajos tervei szerint (1937), a 6–8. számú (a metróállomás fölött) pedig az UVATERV és a Vadász építész stúdió tervei szerint épült föl az országgyűlés Szabad György Irodaháza számára (2018/2019) – miután utóbbi helyen 2016/2017-ben lebontották a Műszaki és Természettudományi Egyesületek Szövetsége (MTESZ) és a Magyar Kereskedelmi Kamara Pintér Béla által tervezett és 1967–1972 között fölépült, modern stílusú székházát.[15][16][17]
- Magyar Országos Központi Takarékpénztár (MOKTÁR) naphegyi sportklubháza (Budapest., I., Aladár utca 3., 1927–1929)
- Szent Imre autóbuszgarázs (Fővárosi Autóbusz Üzem garázsa, Budapest, XIV., Szabó József utca 6., 1929–1930, Mihailich Győzővel, ma Récsei Center bevásárlóközpont)[18][19]
- Hauszmann Alajos síremléke (Kerepesi úti Nemzeti Sírkert, 10/1. parcella, 1. sor. 4. sír, 1930, Vass Viktor szobrászművésszel)[20]
- Magánalkalmazottak Biztosító Intézetének rendelőintézete és kórháza (Budapest, Péterfy Sándor utca 8-20., ma Péterfy Sándor Utcai Kórház-Rendelőintézet, 1931–1933)
- Rudas-fürdő átépítésének terve (Budapest, I., Döbrentei tér 9., 1934–1935, nem valósult meg)[21][22]
- Magyar Országos Központi Takarékpénztár (MOKTÁR) bérháza (Budapest, I., Fő utca 28., 1935–1936)
- Áldásy József államtitkár bérháza (Budapest, I., Krisztina körút 24., 1935–1936)
- Magyar Tudományos Akadémia bérháza (Budapest, VII. Károly körút 1., 1937–1939)
- Országos Központi Hitelszövetkezet (OKH) Elismert Vállalati Nyugdíjpénztárának bérháza (Budapest, XI., Karinthy Frigyes út 9., 1941–1942)

Külön fejezetet képeznek munkásságában az egyházi és oktatási célokra, elősorban a piarista rend számára tervezett épületek. Három évtizeden át ő irányította a rend szinte minden magyarországi építkezését:
- Mester utcai felsőkereskedelmi iskola (Budapest, IX., Mester utca 56-58., 1911–1912, ma Szent István Közgazdasági Technikum)
- Angolkisasszonyok zugligeti Szent Család temploma (Budapest, XII., Szarvas Gábor út, 1911–1917, ma Szent Család plébániatemplom)
- budapesti piarista rendház és gimnázium (Budapest, V., Váci utca és Piarista utca, 1915-1917) – Hauszmann Alajos véleménye szerint „a főváros legsikerültebb alkotásai közé tartozik”. A kápolna Kalazanci Szent Józsefet ábrázoló főoltárképén (1917) a jobb oldalon hátul áll két diákot a festő, Dudits Andor állítólag Hültl Hümérről és Dezsőről mintázta.
- nagykanizsai piarista rendház és gimnázium (Frigyes-laktanya átalakítása, Királyi Pál utca 4., 1922–1923)
- Felsőireg, római katolikus plébánia épülete (Iregszemcse, Petőfi Sándor utca 4., 1924)[23]
- Szociális Missziótársulat székháza (Budapest, I., Krisztina körút 59-61., 1925–1926)[24]
- tatai piarista rendház bővítése (déli, konviktusi szárnya  (Tanoda tér, 1925–1930)
- Balatonőszödi piarista kápolna és üdülő (megvalósulatlan terv, 1925–1927[25][26]
- szeged-rókusi elemi iskola (Szeged, Kossuth Lajos sugárút 37., 1928–1930)
- kecskeméti piarista gimnázium (Piaristák tere 5., 1930–1933)
- piaristák budapesti sírboltja (Kerepesi úti Nemzeti Sírkert, 511/A-512/A. sírbolthely, 1932, 1944-ben lebombázták, 1976-ban módosított formában, fölépítménye nélkül hozták rendbe)
- váci piarista gimnázium bővítése (Schuszter Konstantin tér 6., 1939–1941)[27]

### Fényképek

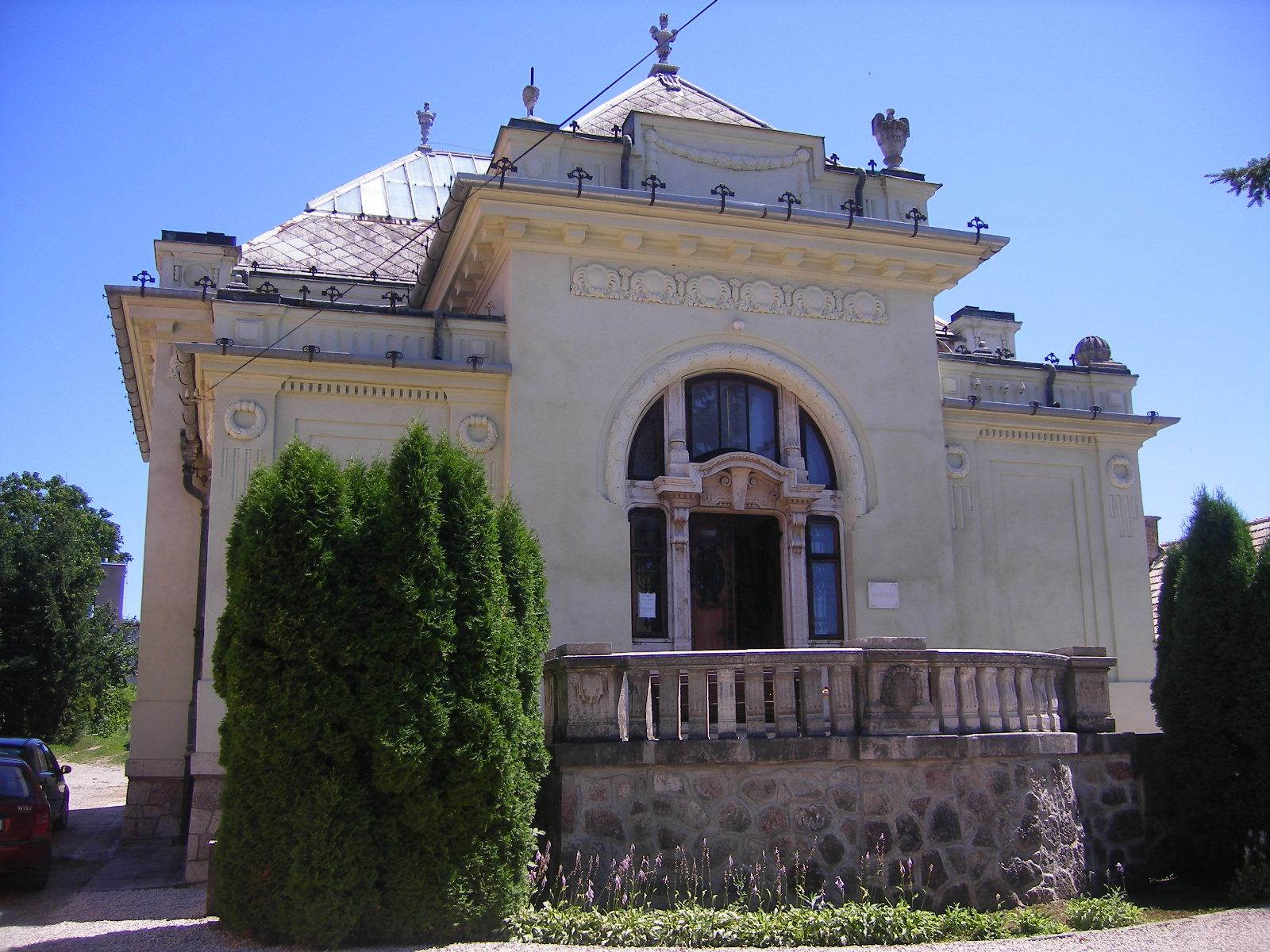
Krasznahorkaváralja, Andrássy Dénes galériája
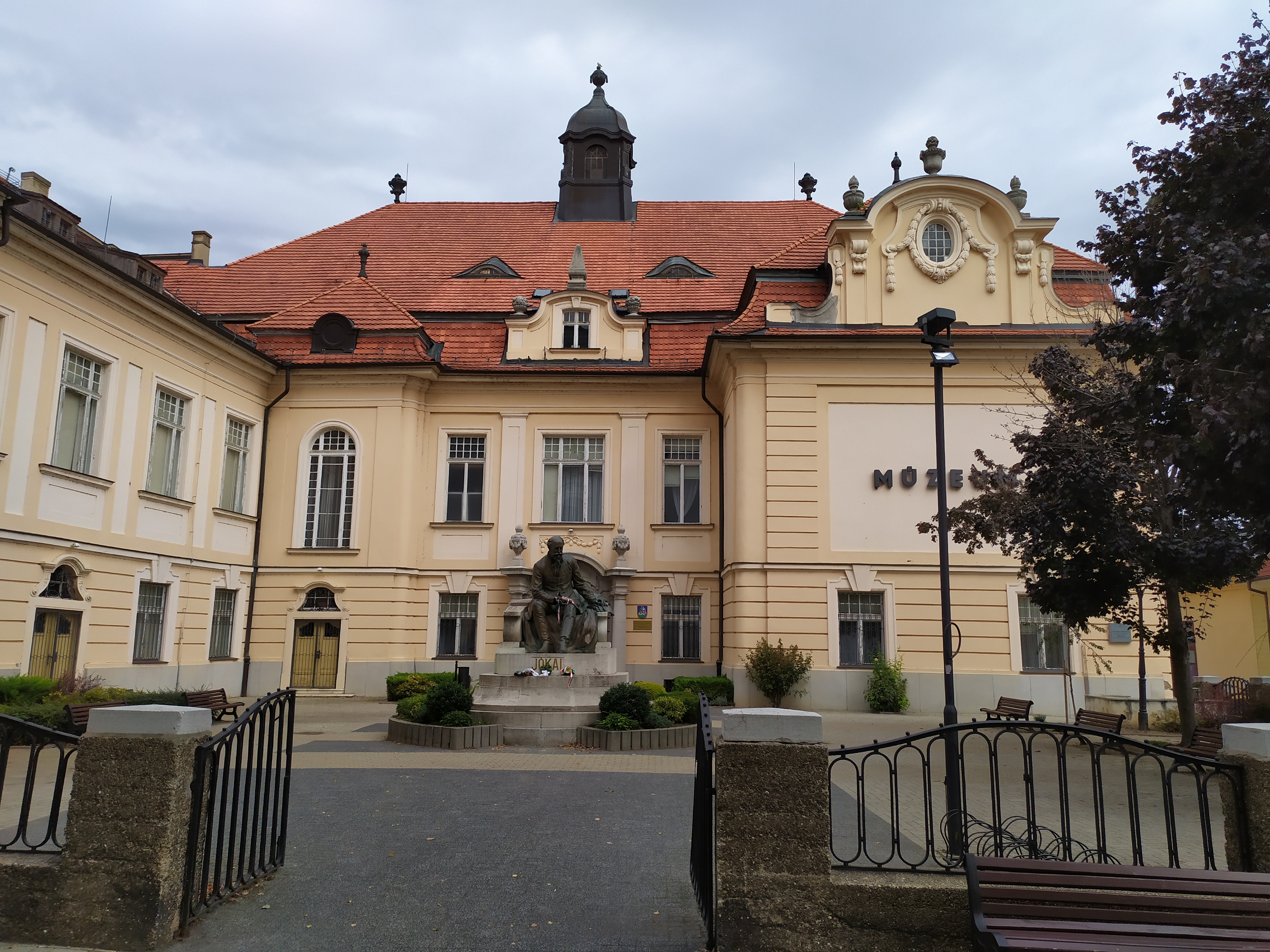
Komárom, Kultúrpalota
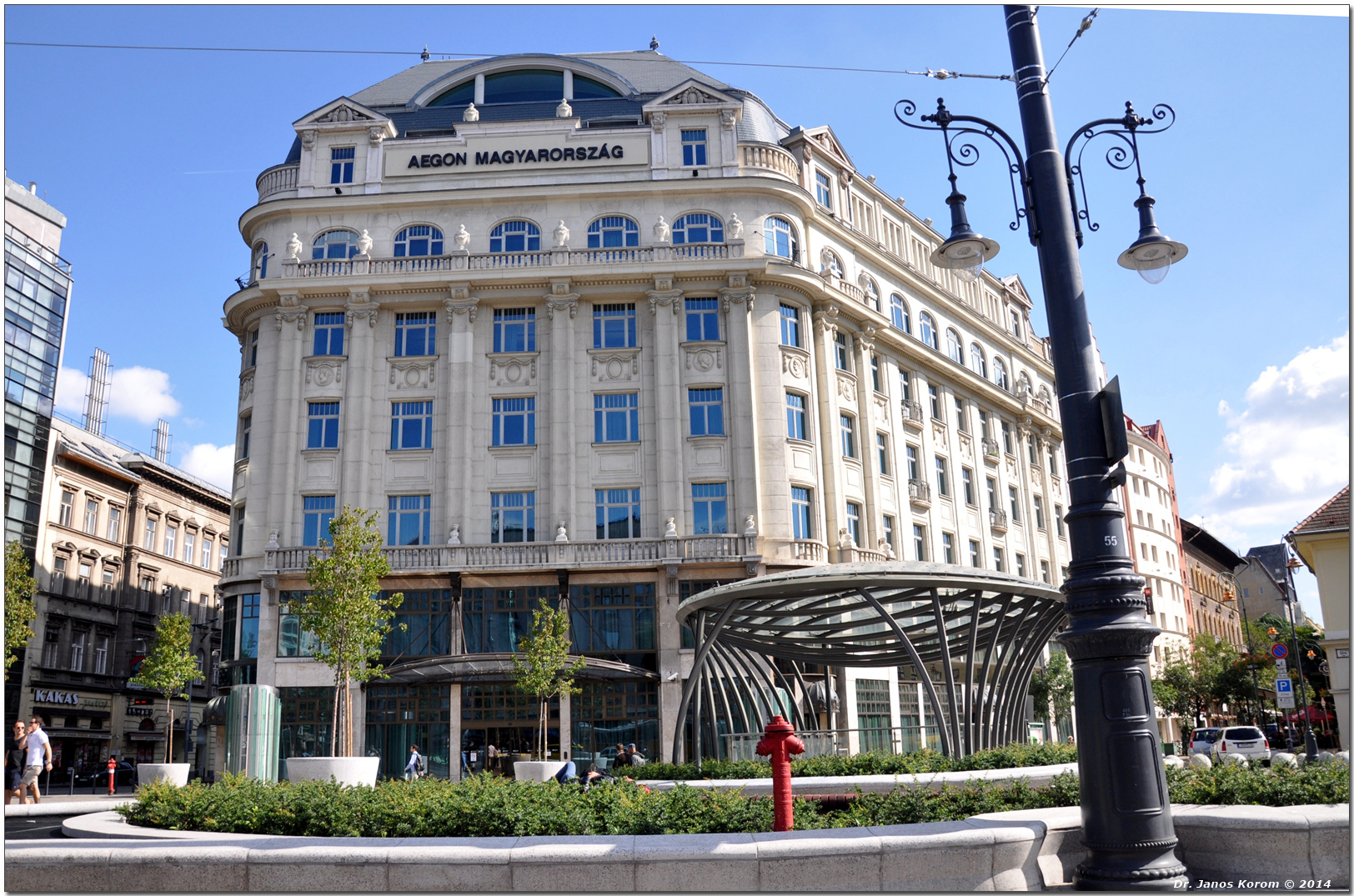
Budapest, Magyar Gazdák biztosító Szövetkezetének épülete (AEGON-székház, Kálvin tér)
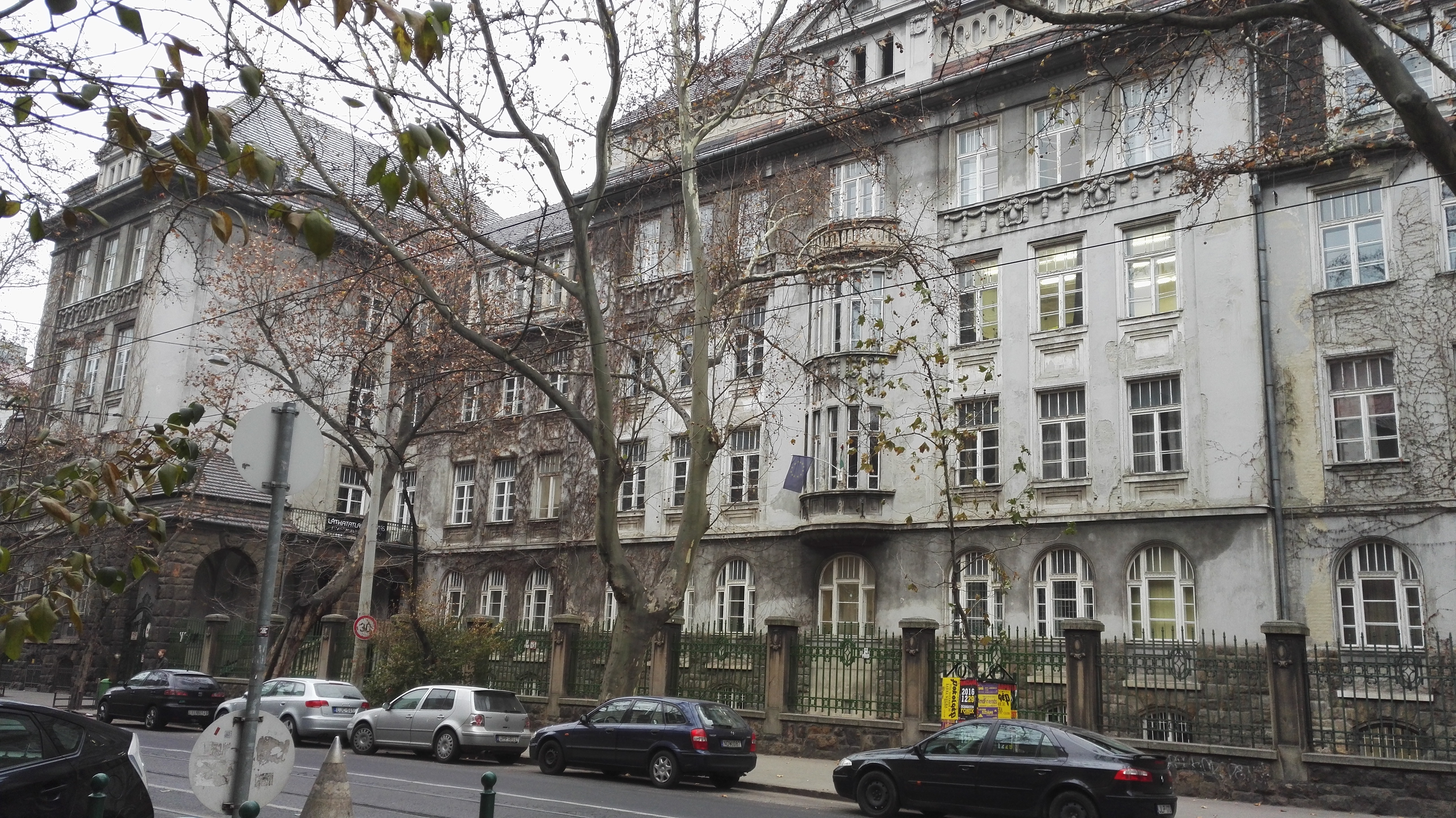
Budapest, Mester utcai felsőkereskedelmi iskola
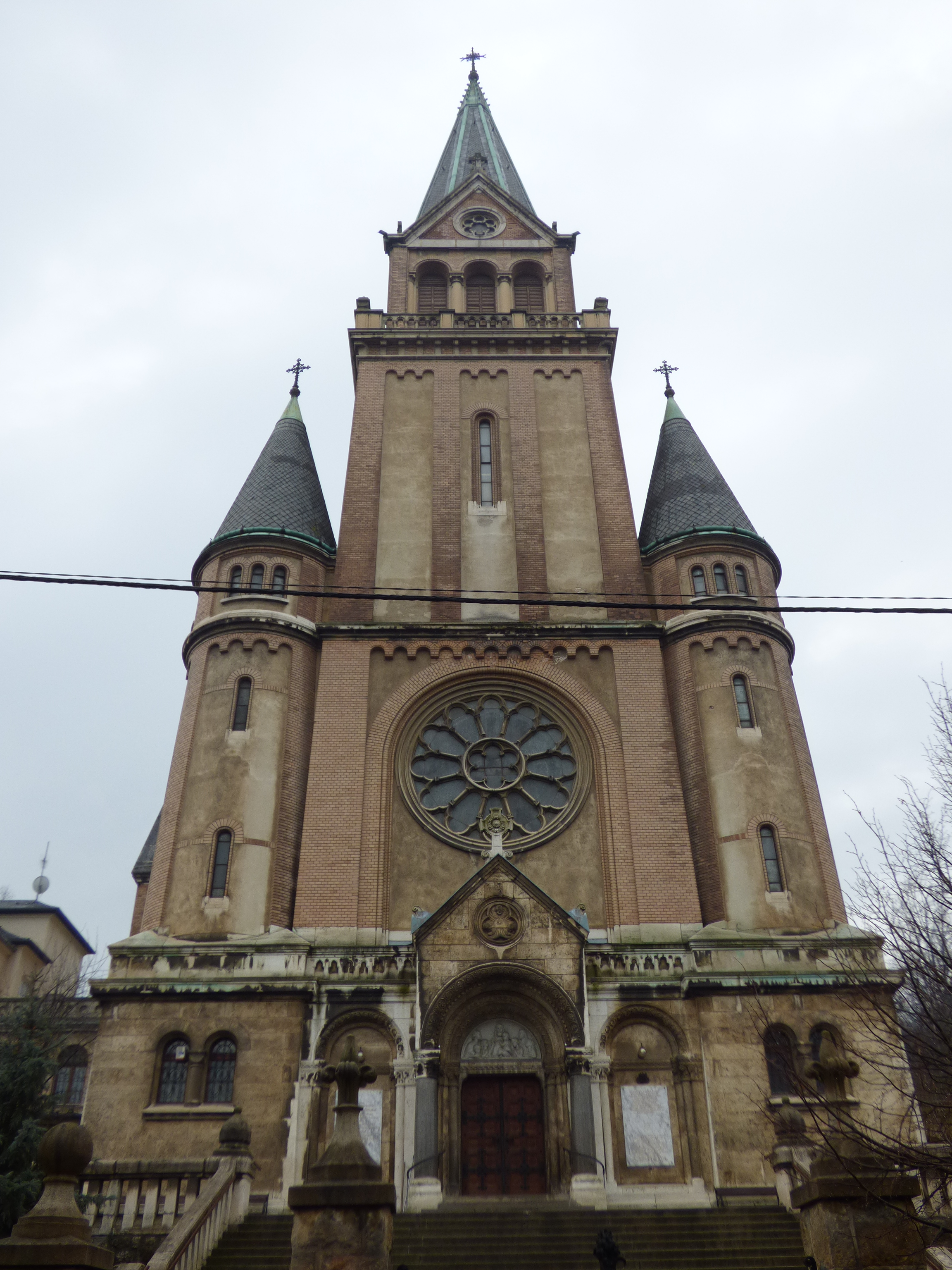
Budapest, Angolkisasszonyok zugligeti temploma
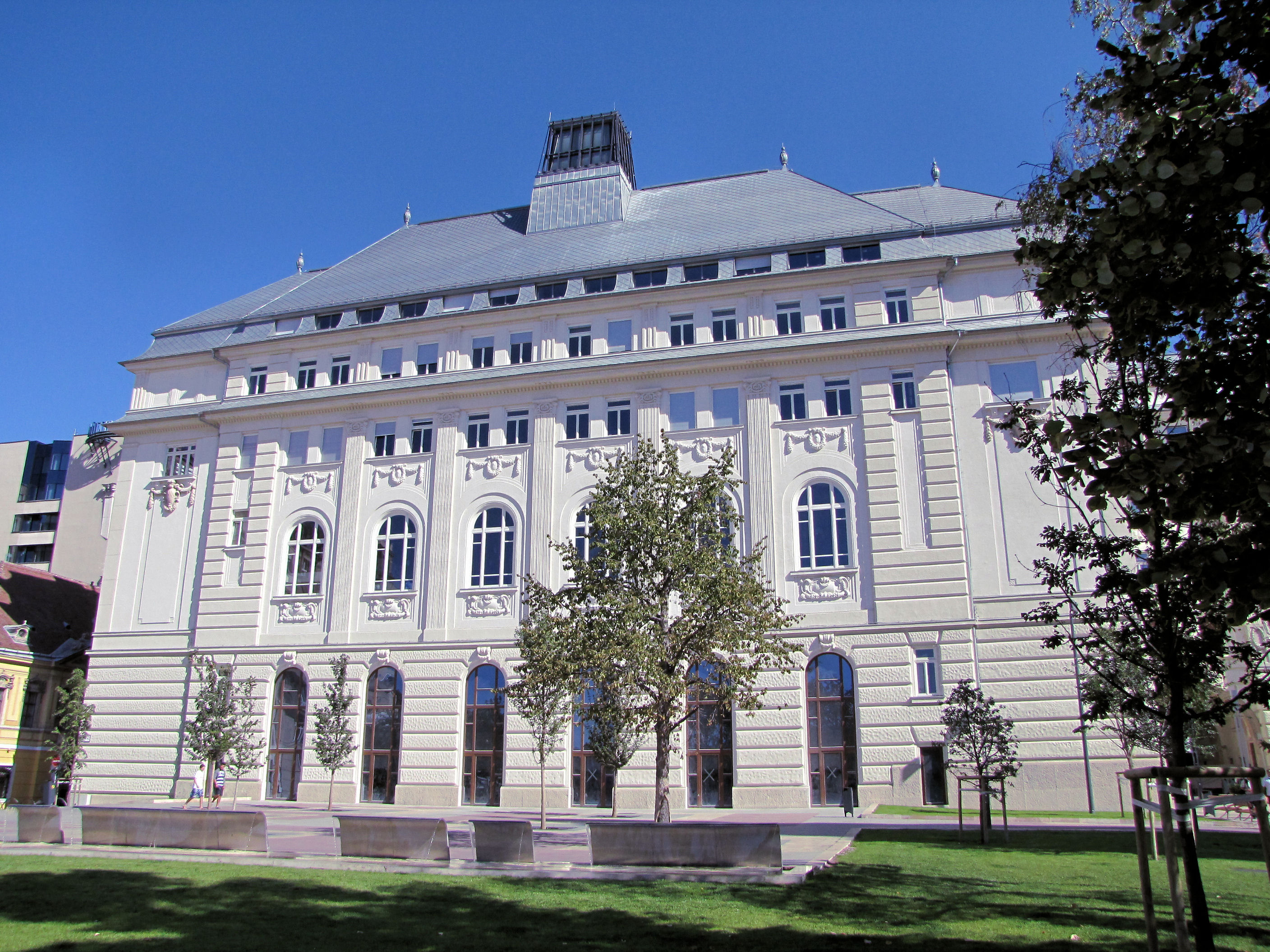
Budapest, Piarista gimnázium
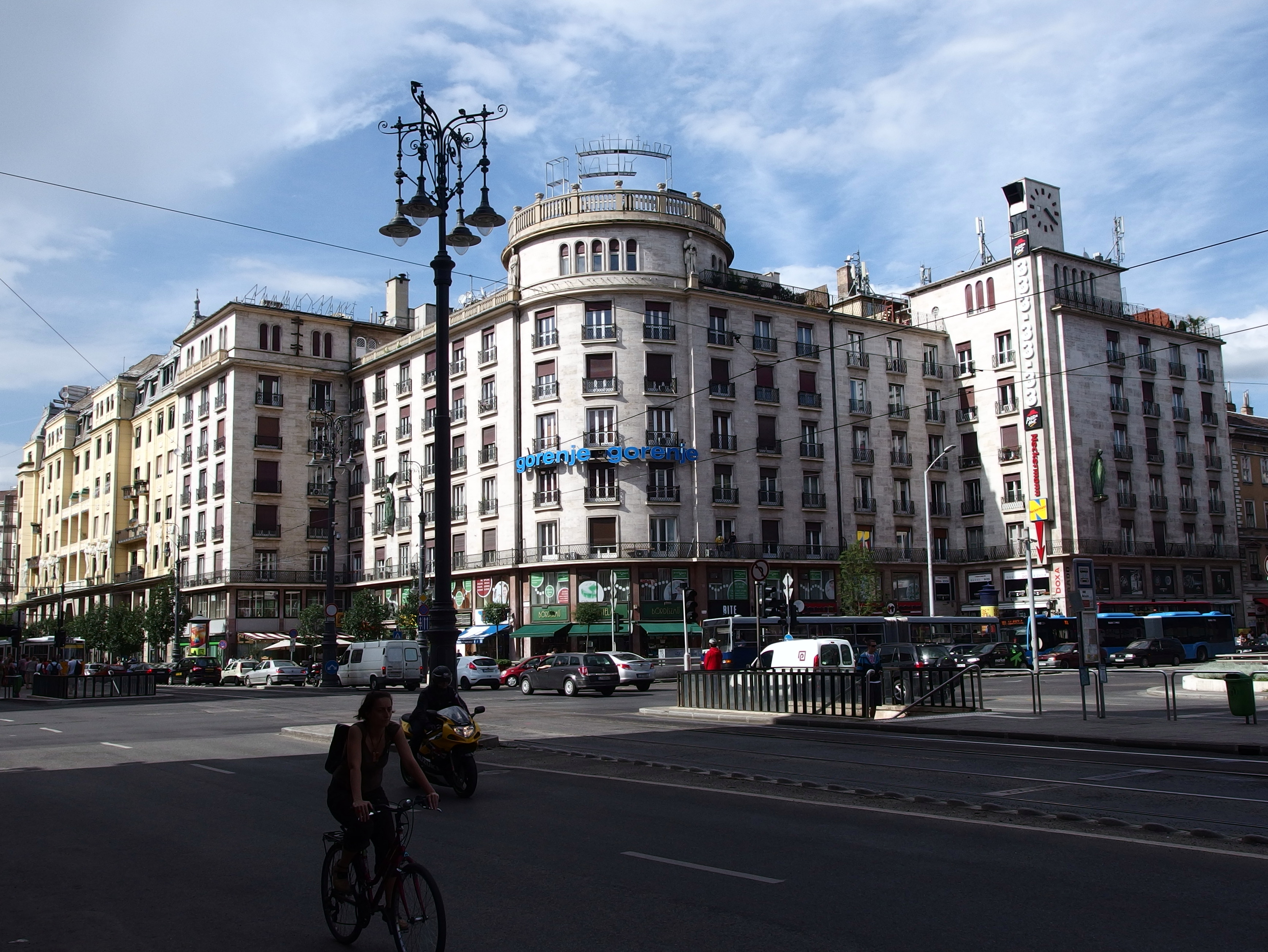
Budapest, Magyar Tudományos Akadémia bérpalotája
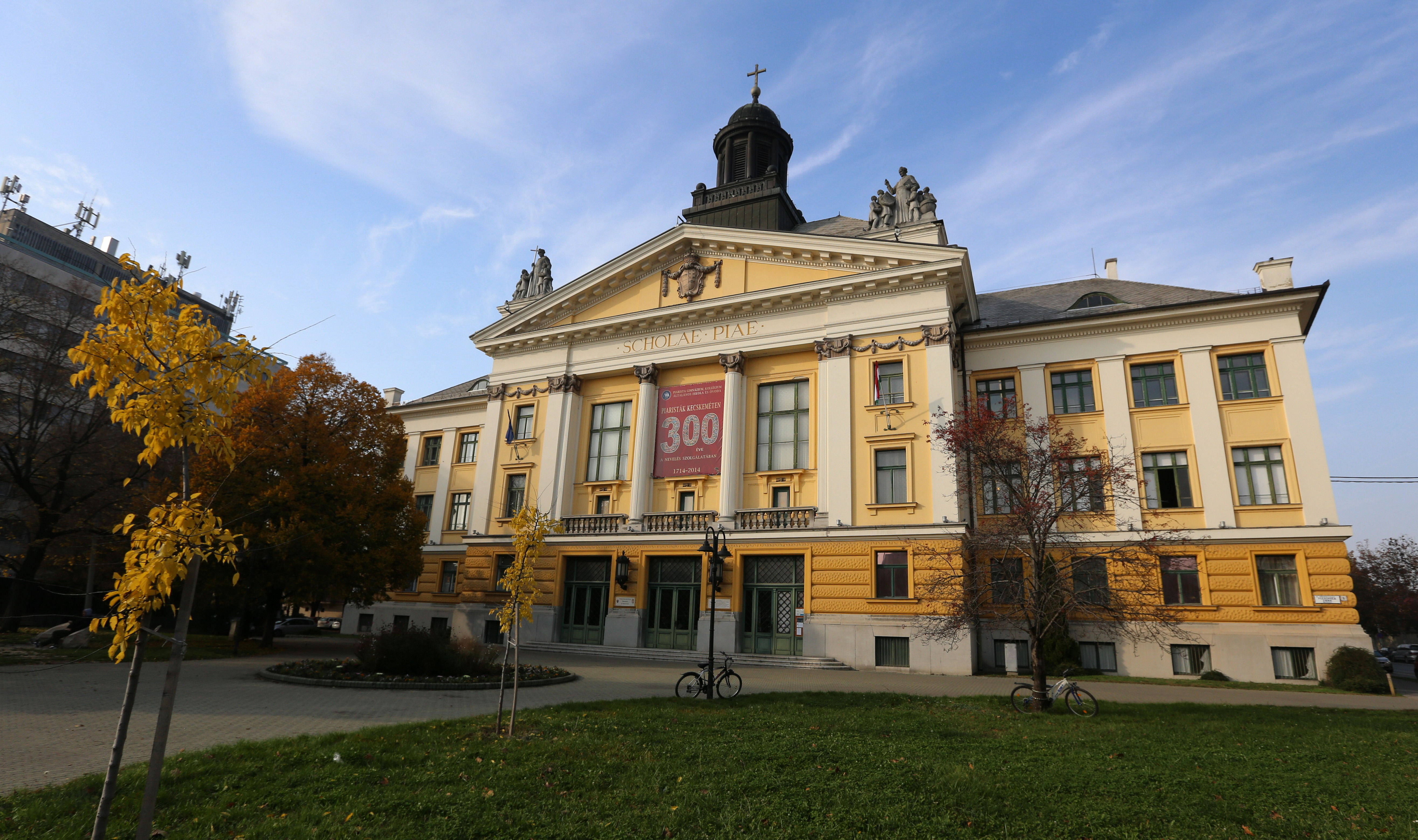
Kecskemét, Piarista gimnázium
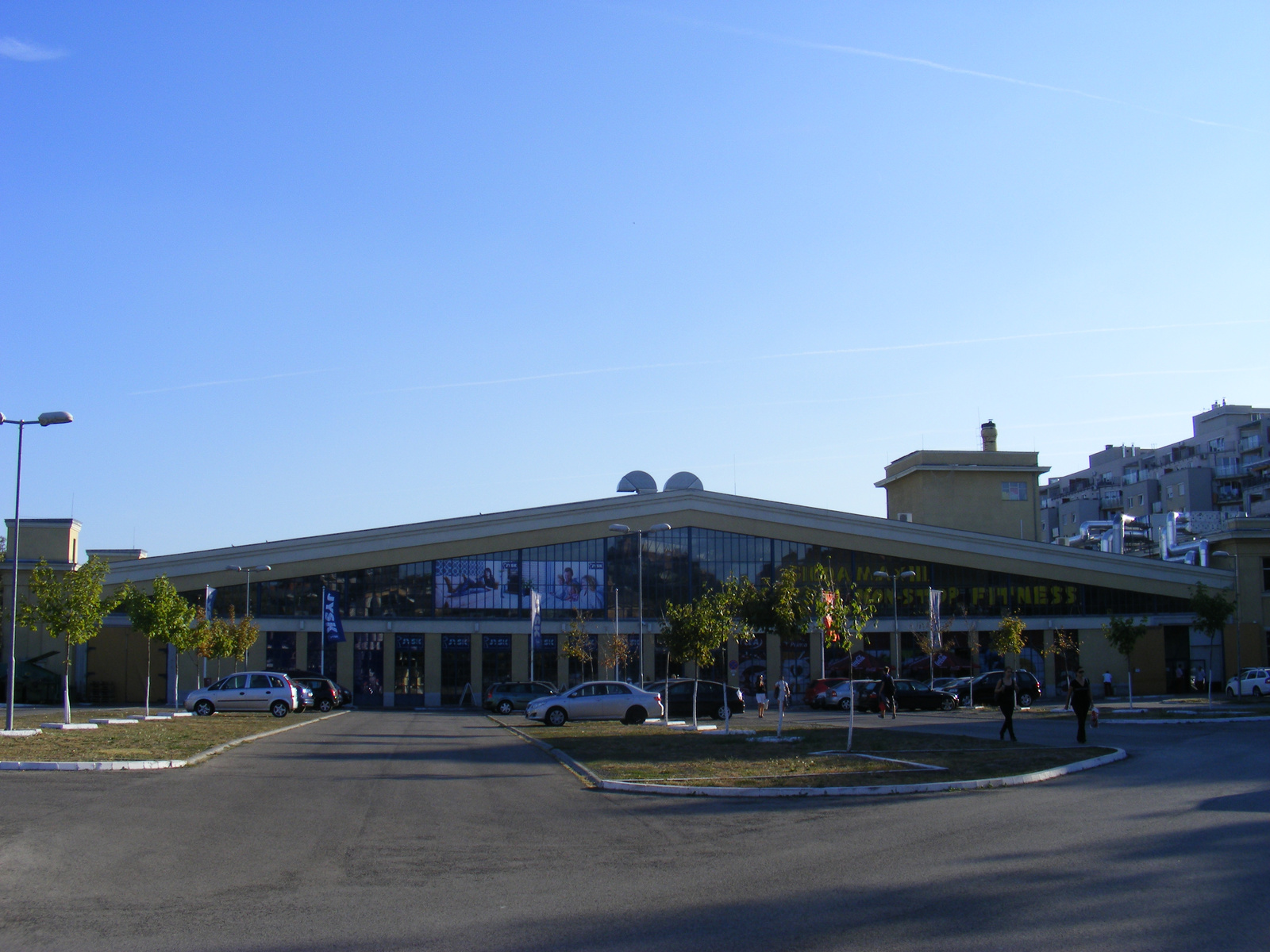
Budapest, Fővárosi Autóbusz Üzem garázsa (Récsei Center)
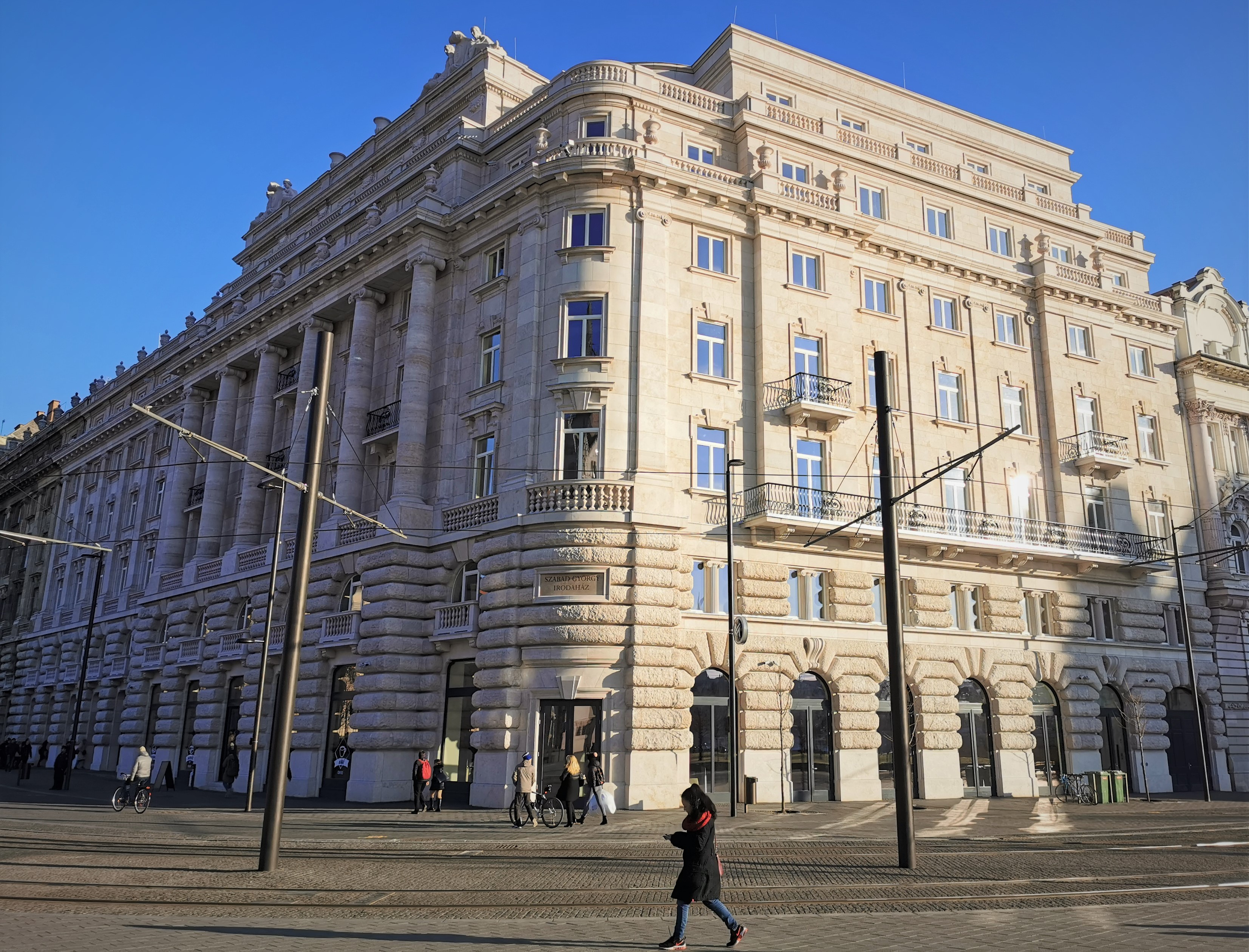
Budapest, Országgyűlés Szabad György irodaháza

## Szakirodalmi művei
- Bernini, Budapest, 1906.
- Újkori építéstörténet, H. D. előadásai alapján összeáll. Kotsis Endre, Budapest, 1919. (BME OMIKK)
- A műszaki pályák, in Életpályák: Előadások, melyeket a Budapesti Piarista Diákszövetségben tartottak, Budapest, 1928, 46-57.
- Középületek tervezése, H. D. előadásain készült jegyzet, 1930 körül (BME OMIKK)

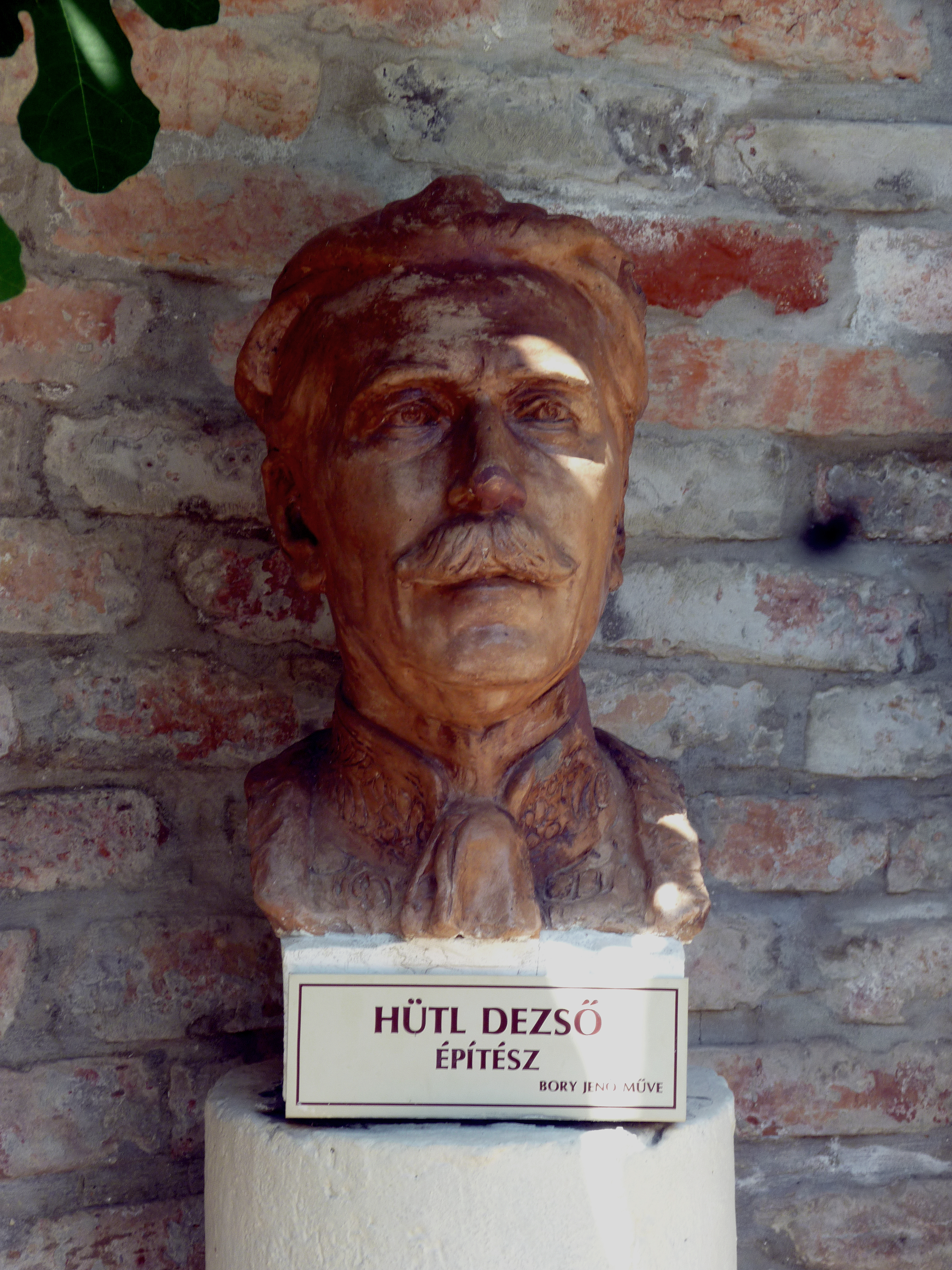
Hültl Dezső (Bory Jenő portrészobra)

## Díjak és tisztségek
- a Ferenc József-rend lovagkeresztje (1906)
- a Szent István Akadémia rendes tagja (1923)
- Corvin-koszorú (1930)
- a Magyar Tudományos Akadémia levelező tagja (1931, székfoglalóját nem tartotta meg)
- a Magyar Érdemrend Középkeresztje (1938)
- Corvin-lánc (1939)
- a Vöröskereszt II. osztályú hadiékítményes díszjelvénye

Számos köztestület és egyesület tagja volt, így az Országos Ösztöndíjtanácsnak, a Múzeumok és Könyvtárak Országos Főfelügyelőségének (1905-től), a Magyar Nemzeti Múzeum tanácsának, a Szerzői Jogi Szakértő Bizottságnak, az Országos Felsőoktatási Tanács elnöki tanácsának, az Országos Középítési Tanácsnak (annak alapításától, 1905-től), a Fővárosi Közmunkák Tanácsának, a Műemlékek Országos Bizottságának, az Országos Magyar Iparművészeti Társulat igazgatóságának, az Országos Lakásügyi Tanácsnak és Bizottságnak, és az építőmesteri képzettség megvizsgálására szervezett országos bizottságnak.
Tanár elnöke volt Műegyetemi Atlétikai és Football Clubnak (MAFC), alelnöke a Magyar Mérnök és Építész Egyesületnek (1912-1916), és mint ilyen elnöke a Mérnökegyleti hadikórháznak, elnöke a Magyar Képzőművészek Egyesülete építészi csoportjának (1919-1921), majd utóbb az egész egyesületnek. Tiszteletbeli tagja volt a Magyar Képzőművészek Egyesületének és a londoni Royal Institute of British Architects-nek.

## Emlékezete
Sírja a Fiumei úti sírkertben a Batthyány-mauzóleum mögötti sírok között található bátyjáéval, Hültl Hümér (1868–1940) egyetemi sebészprofesszoréval együtt, azonban az itt nyugvók közül csak Hültl Hümér neve szerepel a sírtáblán. A Hültl-kripta 2004 óta a Nemzeti sírkert részeként védett.

## Egyéb irodalom
- Szentkirályi Z., Az építészet világtörténete, 2. kötet, Képzőművészeti Alap Kiadóvállalata, Budapest, 1980. – ISBN 963-336-121-4
- Dercsényi Dezső-Zádor Anna, Kis magyar művészettörténet, Képzőművészeti Alap Kiadóvállalata, Budapest, 1980. – ISBN 963-05-3240-9 és ISBN 963-336-128-1
- Magyar Művészet 1919-1945. I-II, szerk. Kontha Sándor, Akadémiai Kiadó, Budapest, 1985. – ISBN 963-05-2542-9
- Pamer Nóra, Magyar építészet a két világháború között. Műszaki Kiadó, Budapest, 1986. – ISBN 963-10-6505-7
- Ferkai András, Buda építészete a két világháború között: Művészeti emlékek, Budapest, 1995
- Enciklopédia Hungarica (Britannica) [CD-ROM], 2005
- (szerk.) Rozsnyai József: Építőművészek a historizmustól a modernizmusig, Terc Kereskedelmi és Szolgáltató Kft. Szakkönyvkiadó Üzletága, Budapest, 2018, ISBN 978-615-5445-52-1